# Nana Akua Addo
Nana Akua Addo, née en Allemagne, est une mannequin et actrice-productrice ghanéenne. Elle est lauréate de plusieurs prix dont Glitz Style Awards et City People Entertainment Awards.

## Biographie

### Éducation
En 2017, elle étudie le théâtre à la New York Film Academy aux États-Unis.

### Parcours artistique
En 2003, elle participe à la compétition Miss Malaika et ressort deuxième dauphine. Elle gagne ensuite, en 2005, le titre de Miss Ghana-Allemagne,. En tant qu'actrice, elle joue dans des films tels que Destiny's Child, Blood, Wanna Be, Rain, Speechless, Never Again et Tears. Elle est  également productrice des films Wannabe et Nukuli (The Masked).

## Distinctions
Pour son talent, elle est honorée de plusieurs distinctions dont :
- 2014 : meilleure nouvelle actrice - City People Entertainment Awards[6],[7],[8];
- 2015 : meilleure actrice habillée - Tapis rouge des Ghana Movie Awards[4];
- 2016 : la célébrité la mieux habillée - Glitz Style Awards 2016[9],[10];
- 2017 : célébrité féminine la plus élégante/habillée (Afrique) - Abryanz Style and Fashion Awards (Asfa)[11] et la célébrité la mieux habillée de Glitz Style Awards[9],[12] ;
- Prix honorifique pour les personnalités et les habitants d'Awukugua - Bring Entertainment en collaboration avec les chefs d'Awukugua[5].